# سوراخ کشتن
سوراخ کشتن (به انگلیسی: The Kill Hole) فیلمی محصول سال ۲۰۱۲ و به کارگردانی میشا اس. ویبلی است. در این فیلم بازیگرانی همچون چادویک بوزمن، توری کیتلز، دنیس ادکینز، ویکتوریا بلیک، تد رونی، پیتر گرین و بیلی زین ایفای نقش کرده‌اند.